# أريسي
أريسي هي بلدة تقع في لومبارديا في مقاطعة ميلانو في إيطاليا وتبعد 12 كم شمال غرب عن ميلان .وبلغ عدد سكانها 19.333 نسمة عام 2004 .